# Bello (Nguelebok)
Pour les articles homonymes, voir Bello (homonymie).
Bello est un village du Cameroun situé dans le département de la Kadey et la région de l'Est. Il fait partie de la commune de Nguelebok, du canton Kako Mbongue.

## Population
En 2005, le village comptait 474 habitants.
Lors du recensement de 2012, on y dénombrait 660 personnes.

## Infrastructures
Bello dispose notamment d'une école publique, de quelques puits, d'un relais de santé communautaire.